# عمر داف
عمر داف (انگلیسی: Omar Daf؛ زادهٔ ۱۲ فوریهٔ ۱۹۷۷) یک بازیکن سابق و مربی فوتبال اهل سنگال است.
وی همچنین در تیم ملی فوتبال سنگال بازی کرده‌است.